# Shimano Deore XT
Shimano Deore XT – grupa osprzętu przeznaczona dla rowerów górskich. Shimano wprowadziło ją w 1982 roku jako pierwszą, kompletną grupę tego typu. Przez 10 lat Deore XT znajdowała się najwyżej w hierarchii aż do czasu zaprezentowania grupy XTR w 1992 roku. Od początku aż do dziś, części Deore XT noszą oznaczenia xx-M7xx. W 2008 roku grupa świętowała 25-lecie. Z tej okazji Shimano wprowadziło nową, historycznie siódmą generację Deore XT 2008. W 2015 roku Shimano wprowadziło na rynek nową generację Deore XT oznaczoną xx-M8xxx, która cechowała się zastosowaniem napędu 11-biegowego w kombinacjach 3x11, 2x11, 1x11, oraz elektroniczną odmianę osprzętu - Deore XT Di2.